# Journal of Behavioral Finance
Journal of Behavioral Finance (La revista del Comportamiento Financiero) es una revista académica revisada por expertos que cubre la investigación relacionada con el campo de la Teoría Financiera de la Conducta. Fue nombrado en el año 2000 como el Diario de Psicología y Mercados Financieros (The Journal of Psychology and Financial Markets). La Junta de los fundadores y  directores  estaba conformada por Brian Bruce, David Dreman, Paul Slovic, Vernon Smith y Arnold Wood. El redactor jefe era Gunduz Caginalp (2000-2005), actualmente Brian Bruce es el editor.

## Indexaciones y resúmenes
La revista se encuentra en las siguientes bases de datos:
- EBSCOhost Base de datos de investigación en línea
- EconLit
- Gale Cengage: Business ASAP
- Social Sciences Citation Index
- Current Contents/Social & Behavioral Science
- PsycINFO/Psychological Abstracts
- LexisNexis
- ProQuest ABI/Inform

Según el "Journal Citation Reports"  la revista tiene un factor de impacto de 0.262 , lo que la sitúa en el lugar 71 de 76 revistas en la categoría " Negocios y Finanzas " , y en la posición  256 de 305 revistas en la categoría " Economía". La revista está en el puesto número 30 de los 80 programas de financiación establecidos por el programa "Affiliation Index methodology", que es un enfoque de afiliados basado en el ranking de las revistas. Dichas clasificaciones se publican en la revista Journal of Corporate Finance.